# Колектив (Нижньогородська область)
Колектив (рос. Коллектив) — присілок в Ветлузькому районі Нижньогородської області Російської Федерації.
Населення становить 3 особи. Входить до складу муніципального утворення Проновська сільрада.

## Історія
Від 2009 року входить до складу муніципального утворення Проновська сільрада.

## Населення
| 1999 | 2002 | 2010 |
| ---- | ---- | ---- |
| 2    | ↘1   | ↗3   |